# Christian Saß
Christian Johann Friedrich Saß (* 29. Juni 1836 in Preetz; † 25. Oktober 1916 in Kiel) war ein deutscher Porzellanmaler.

## Leben und Wirken
Christian Saß war ein Sohn des Schumacheramtsmeisters Conrad Johann Friedrich Saß (* 22. November 1807 in Kiel; † 3. April 1892 in Preetz) und dessen Ehefrau Julie Auguste Joachine, geborene Fenker (* 28. September 1803 in Preetz; † 9. April 1853 ebenda). Aufgrund des durch die Industrialisierung ausgelösten Niedergangs des Schumacherhandwerks wurde er gemeinsam mit seinen Geschwistern in ärmlichen Lebens- und Arbeitsbedingungen groß. Er lernte vermutlich an der Preetzer Wilhelminenschule und absolvierte nach der Konfirmation 1852 eine Malerlehre. Wo, wann und bei wem er seine Ausbildung erhielt, ist nicht dokumentiert. Saß selbst sagte, dass er bei Sophus Claudius gelernt habe. Sein Lehrer brachte ihm vermutlich Fähigkeiten bei, die über das reine Malen hinausgingen.
Nach dem Ende seiner Ausbildung erhielt Saß nach eigenen Angaben eine Stelle „bei einem Portraitmaler Boe“. Vermutlich 1859 begab er sich auf Wanderschaft und arbeitete unter anderem in Bremen, Hannover und Braunschweig. Ab 1866 war er in Preetz als Dekorationsmaler tätig und lehrte begleitend hierzu nebenberuflich Zeichnen an der Preetzer Gewerbeschule. Er lernte den Maler Christian Carl Magnussen kennen, der in Schleswig eine kunstgewerbliche Schnitzerschule gegründet hatte. Saß führte in Preetz eine Lotterie durch, um der neuen Schule in Schleswig zu helfen. Im Rahmen dieser Lotterie sind erste Belege für sein künstlerisches Schaffen zu finden.
Am 2. November 1869 heiratete Saß Margaretha Maria Catharina Möller (* 1. September 1841 in Husum; † 4. März 1895 in Itzehoe), mit der er zwei Töchter hatte. Anfang 1877 zog er mit der Familie in den Geburtsort seiner Frau. Er trat in den Handwerkerverein ein und gehörte 1879 zu den Gründungsmitgliedern der Husumer Malerinnung. Er besaß künstlerisches Talent, konnte sich als Handwerker jedoch nicht künstlerisch fortbilden und arbeitete autodidaktisch. Da ihm die künstlerischen Arbeiten kein ausreichendes Einkommen boten, musste er handwerklich malen.
Saß wechselte in Husum mehrfach den Wohnort und wohnte ab 1881 in dem Haus Wasserreihe 46. Er schuf fünfzig Motive, die Husum zeigen und den Schwerpunkt seiner Arbeiten bilden. Dabei stellte er sehr vielfältig Stadt und Landschaft dar. Er durchwanderte und bereiste das Umland und hielt passende Motive durch detaillierte Bleistiftskizzen fest. Diese nutzte er für Porzellanarbeiten und Ölbilder. Ab 1876 besuchte er die Halligen und Inseln vor Husum. Zu Fuß ging er in Nachbardörfer und weiter entfernte Orte und malte dort befindliche markante Bauwerke, bspw. Kirche oder Glockenturm, Pastorat, Mühle, Bahnhof oder einen wichtigen Bauernhof. Andere seinerzeit tätige Landschaftsmaler hatten die Halligen bis dahin nur selten als Motive gewählt.
Im März 1894 zog Saß aufgrund der Tuberkuloseerkrankung seiner ältesten Tochter mit seiner Familie nach Itzehoe. Ein Arzt aus Husum hatte den Wohnort aufgrund des Waldluftklimas empfohlen. Er suchte sofort im Umland nach Motiven und nahm 1894 mit der „Ersten Jahresausstellung der schleswig-holsteinischen Kunstgenossenschaft“ erstmals an Kunstausstellungen teil. Renommierte Teilnehmer dort waren Richard von Hagn und Adolf Brütt. Später stellte er in Möltenort, Kiel und Husum aus und trat in die Künstlervereinigung Schleswig-Holstein ein.
1908 zog Saß wieder nach Preetz und 1910 zu seiner jüngeren Tochter nach Bielefeld. Nach mehreren Wohnsitzwechseln zog er nach Kiel, wo er 1916 verstarb.

## Werke

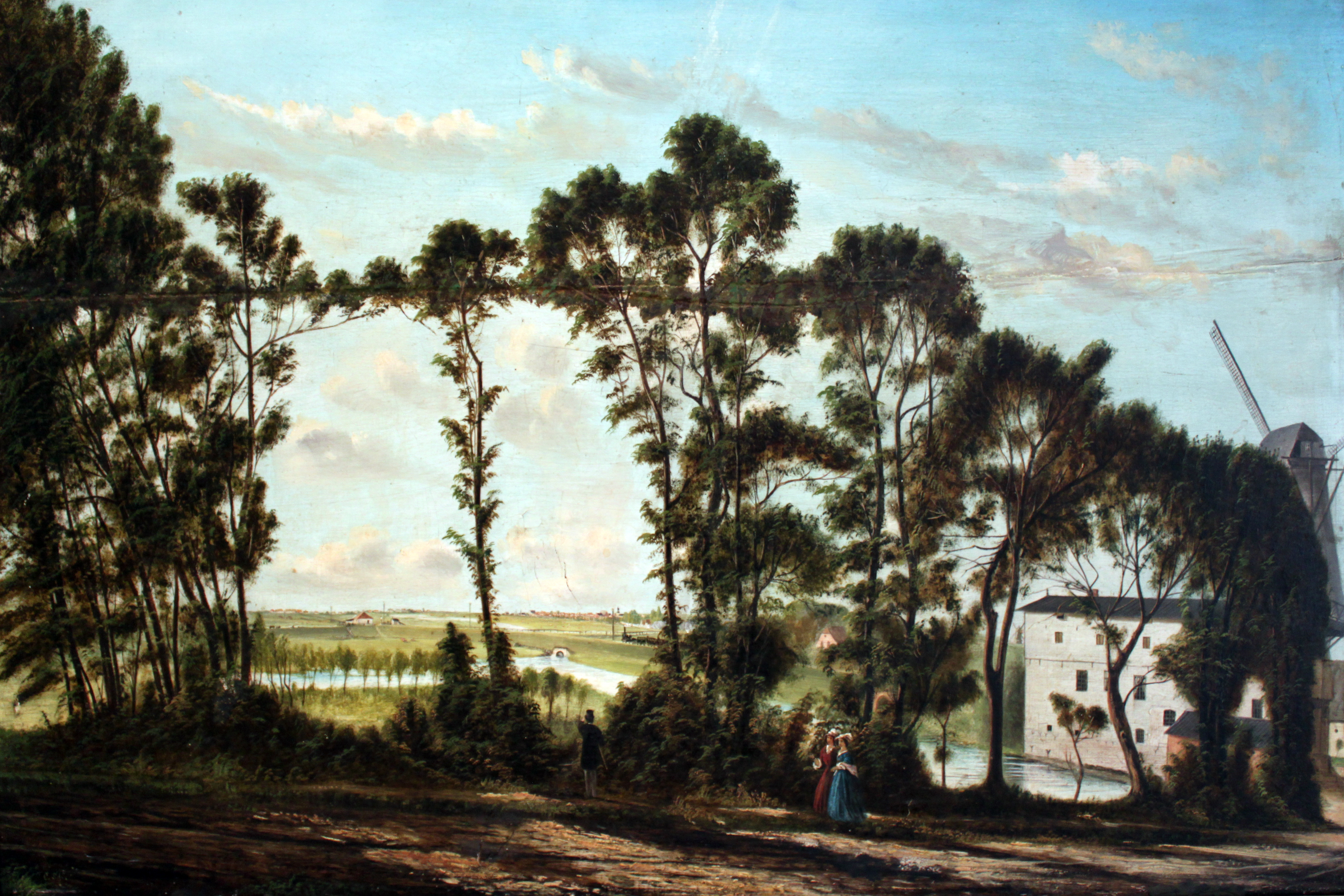
Osterhusumer Wasser- und Windmühle (1910)

Saß schuf viele Porzellanmalereien und einige Ölgemälde, die starke Einflüsse von Porzellanmaltechniken aufweisen. Er arbeitete mit einem hauchdünnen Pinsel und stellte seine Motive äußerst detailliert dar. Bei dieser Maltechnik muss er sitzend in einem geschützten Raum gearbeitet haben; bei wohl keinem seiner Motive malte er vor Ort. Da er für seine kleinformatigen, detailreichen Motive eine harte und sehr feine Oberfläche benötigte, arbeitete er meist auf Blech oder Holz. Seine Bedeutung als Künstler liegt in der Wahl seiner Motive. Er malte bescheidene Wohnungen einfacher Handwerker und Händler sowie Häuser von Bürgern und Kaufleuten, darüber hinaus Herrensitze, öffentliche Gebäude und Straßenzüge. Hinzu kamen technische Bauwerke wie Eisenbahnbrücken, Häfen und Schiffsanleger, oftmals Mühlen, aber auch Industriegebäude, darunter die Husumer Eisengießerei P. W. Matz.
Saß malte nicht nur Gegenstände, sondern auch Sitten und Gebräuche der Einwohner. Bei seinen Landschaftsmalereien arbeitete er idyllisch und zeigte eine oftmals idealisierte, heile Welt, in der selten Personen zu sehen sind. Seine Bilder sind wichtige bildliche Quellen für Orts- und heimatkundliche Forschungen.